# Elmira Kurbanowa
Elmira Magomiedowna Kurbanowa (ros. Эльмира Магомедовна Курбанова; ur. 14 września 1971) – rosyjska, a potem kazachska zapaśniczka walcząca w stylu wolnym. Wicemistrzyni świata w 1993, 1994 i 1995; trzecia w 1992 i 1996. Zdobyła cztery medale na mistrzostwach Europy w latach 1993-1999. Wicemistrzyni Rosji w 1998 i 1999 roku.